# あの日見た花の名前を僕達はまだ知らない。

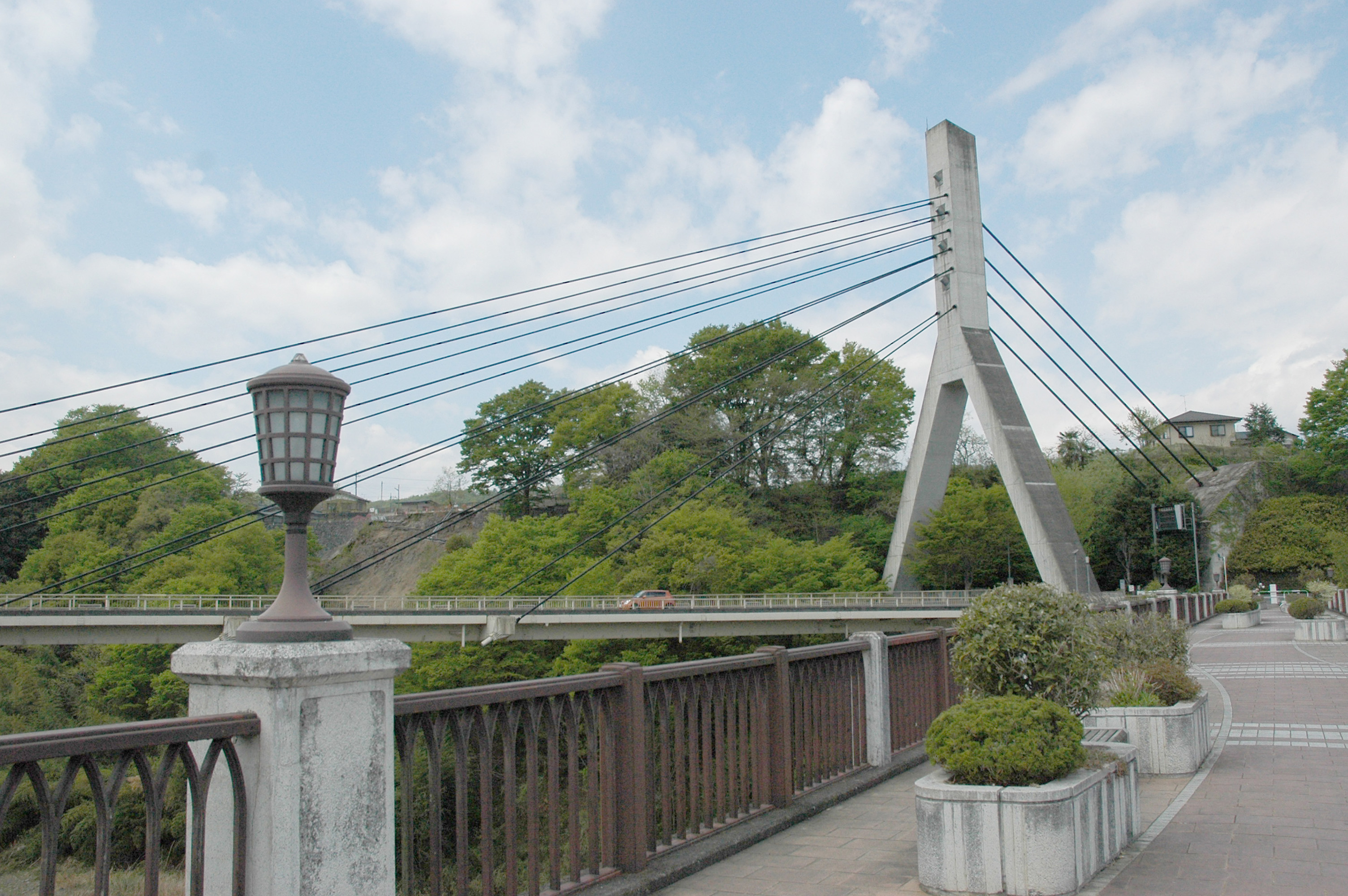
旧秩父橋から見た、新秩父橋。本作品のキービジュアルのひとつとして登場する。

『あの日見た花の名前を僕達はまだ知らない。』（あのひみたはなのなまえをぼくたちはまだしらない、英題：Anohana: The Flower We Saw That Day）は、A-1 Pictures制作による日本のアニメーション作品。岡田麿里脚本によるオリジナル作品である。略称は『あの花』または『あのはな』。2011年4月から6月までフジテレビ・ノイタミナ枠などで放送された全11話のテレビアニメであり、2013年8月31日には劇場版が公開された。

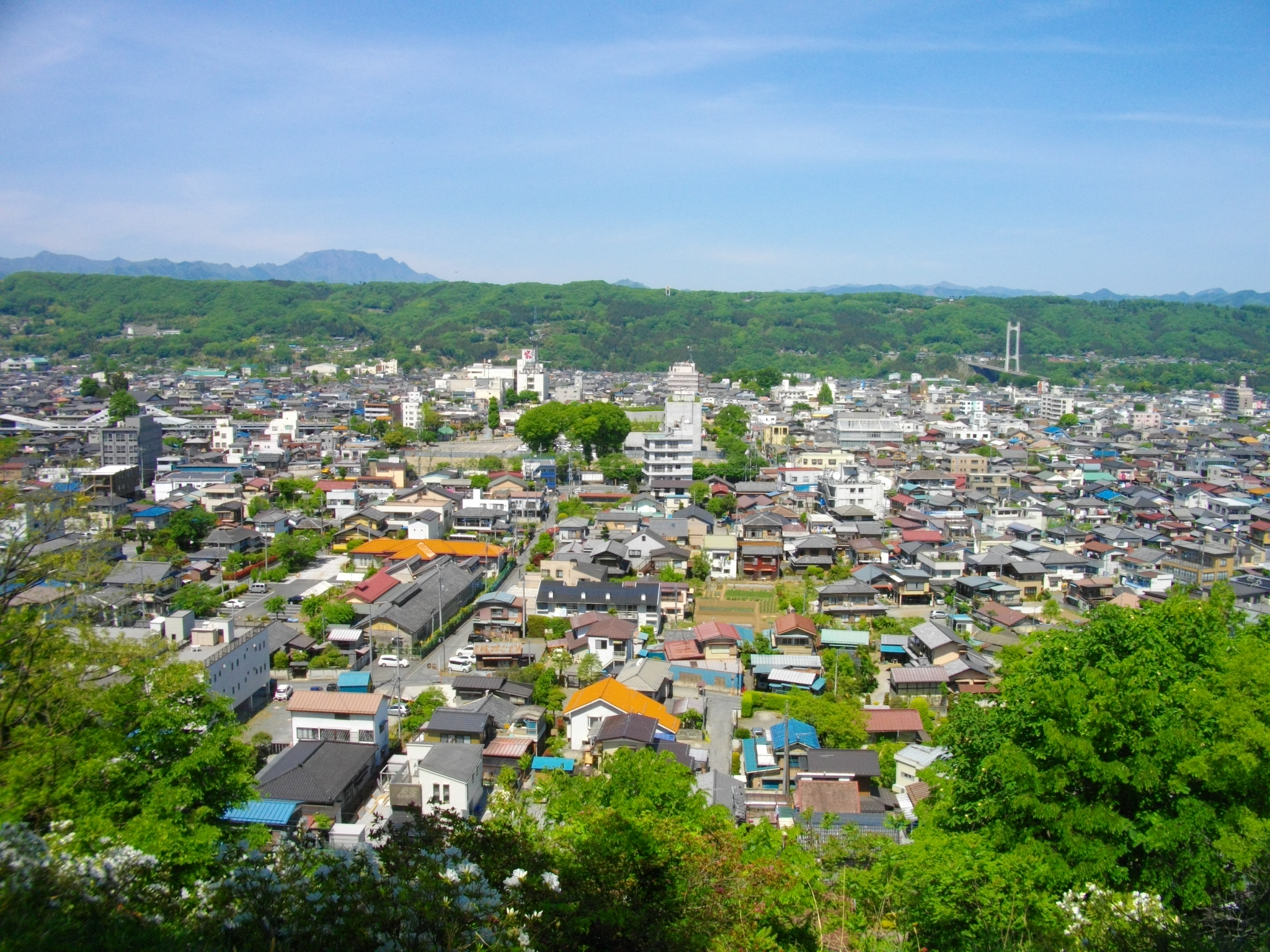
舞台のモデルとなった秩父市街地

2012年に漫画化。2015年9月21日には実写ドラマが放送された。2022年2月に舞台版が上演された。

## 概要
アニプレックス、フジテレビ、A-1 Picturesが手がける完全オリジナルアニメーション企画「ANOHANA PROJECT」として2010年12月に始動した。監督は長井龍雪、脚本を岡田麿里、キャラクターデザインを田中将賀が務め、2008年に放送されたテレビアニメ版『とらドラ!』を手がけたスタッフが名を連ねている。また、テレビアニメ版と並行して、岡田による小説版が『ダ・ヴィンチ』で連載された。タイトルロゴは「文学的な印象で縦書き4行」という要望をベースに、意図的に改行したタイトル名に楕円形の軌跡と「花」に青い花のマークを取り入れ、軌跡の線に沿って斜め読み方式で「あのはな」の略称を読み取れる趣向とし（タイトルロゴは「あの日見た／花の名前を／僕達はまだ／知らない。」〈／で改行〉とした下揃えのデザイン）、古くアナログ的に懐かしさを出したものとした。
幼馴染の死という過去を抱えた若者たちの淡い恋や罪の意識、絆や成長といった内容を扱う、ドラマ性を重視した内容が志向されており、物語の展開に従って複雑化していく人間関係なども描かれる。死んだはずの幼馴染であるヒロインが幽霊として主人公の前に現れるというファンタジー的な題材が用いられてはいるが、作中では彼女をアニメ的な幽霊のように描写することは避けられており、生きた人間と変わらず振る舞う姿を描写しながらも、その姿が鏡に映らなかったり、主人公以外の人物たちにその姿が見えていないことを示すことで、彼女が霊的な存在であることを描写している。
埼玉県秩父市が舞台設定のモデルとなっており、実在する建物、風景などが多く登場する。監督を務めた長井龍雪は舞台について、東京との微妙な距離感や山に囲まれた土地の閉塞感といった雰囲気を舞台に重ねたとしている。放送前は舞台が秩父であることは伏せていた。アニプレックスのプロデューサー斎藤俊輔によれば、理由は「作品を見て評価してほしいという、すごくシンプルな考えからです」と述べている。しかし秩父市や西武鉄道とは2010年秋から協議を進めており、電車の中吊り広告や沿線のポスター、秩父市の街に立てるフラッグなど一斉に展開できるように準備は整っていた。
先述の西武鉄道や秩父鉄道が本作に対して協力的であり、劇中で同社の電車（西武4000系電車）や駅（飯能駅・西武秩父駅）などが登場する。また、放送開始後には同駅構内や中吊り広告などで番組宣伝ポスターが掲示されている。2011年9月に開催されたイベント（後述）でも協力として加わったほか、記念乗車券なども発売している（後述）。
渋谷パルコPart.1にあるノイタミナショップや、秋葉原UDX内にある東京アニメセンターで作品の中で登場する秘密基地が再現された。なお、作中の小道具の一部は実在する商品を使用している。
監督の長井は、本作品の内容があまりアニメらしくないことから、視聴者に受け入れられるのかという不安や葛藤も抱いていたとしているが、放送が始まると丁寧な演出などが話題になったという。2011年6月29日に発売されたBlu-ray第1巻の初動売り上げは約3万1000枚で、Blu-rayメディアにおけるテレビアニメ第1巻の初動売り上げとしては発売当時で史上3番目という記録を残した。2012年8月5日に開催されたファンイベントにおいて、2013年夏に劇場版アニメが公開されることが発表された。
平成23年度第15回文化庁メディア芸術祭アニメーション部門審査委員会推薦作品に選出。2012年、この作品の功績により、長井監督が芸術選奨新人賞メディア芸術部門を受賞した。

## あらすじ
じんたん（宿海仁太）、めんま（本間芽衣子）、あなる（安城鳴子）、ゆきあつ（松雪集）、つるこ（鶴見知利子）、ぽっぽ（久川鉄道）の6人は、小学校時代に互いをあだ名で呼び合い、「超平和バスターズ」という名のグループを結成して秘密基地に集まって遊ぶ間柄だった。しかし突然のめんまの事故死をきっかけに、彼らの間には距離が生まれてしまい、超平和バスターズは決別、それぞれ後悔や未練や負い目を抱えつつも、中学校卒業後の現在では疎遠な関係となっていた。
高校受験に失敗し、自分の希望でない高校に入学したじんたんは引きこもり気味の生活を送っていた。そんな彼の元にある日、死んだはずのめんまが現れ、彼女から「お願いを叶えて欲しい」と頼まれる。めんまの姿はじんたん以外の人間には見えず、当初はこれを幻覚だとやりすごそうとしたじんたんも、その存在を無視することはできず、困惑しつつもめんまの願いを探っていくことになる。やがて「超平和バスターズ」の面々がかつての秘密基地に集結、めんまを成仏させるため考えを巡らす。
本間家からめんまの日記を借りた一同は、昔打ち上げロケット花火を手作りしようとしたことを思い出し、めんまの願いは手作りの花火をあげることではないかと推測する。めんまの母親の反対、法律の壁をクリアし、超平和バスターズはめんまの前で花火を打ち上げる。だがめんまは成仏しなかった。じんたんたちはかつて遊び場にしていた寺の境内に集まり、「本当にめんまの願いを叶えたかったのか」と自問自答し、それぞれがめんまへの負い目や嫉妬を告白する。ひとり家にいためんまは叶えてほしかった「お願い」の内容を思い出すが、体が透けはじめていた。
帰宅したじんたんはめんまを背負い、急いで皆が待つ秘密基地に走るが、着いたときじんたんにもめんまの姿は見えなくなっていた。山の中でめんまの名を呼び探し回る一同。めんまは最後の力を振り絞って5人に手紙を書く。手紙を読んだ5人の前にめんまが姿を現す。
じんたんが願いを叶えてくれた礼を言うと、めんまは泣きながら、生まれ変わるからみんなとお別れすると言う。「めんま、みーつけた」5人の声でめんまはようやく姿を消す。そして5人はそれぞれの道を歩みだした。

## 登場人物

### 超平和バスターズ
仁太を中心に幼馴染六人組で結成した何でも平和目的とするグループ。命名者は仁太。芽衣子の死によって自然解散していたが、物語を通して再結成することとなった。
宿海 仁太（やどみ じんた）/ じんたん
本作品の主人公。秩父市立緑ヶ丘第三中学校卒。幼馴染たちで結成した超平和バスターズのリーダー的存在。ある日芽衣子に照れ隠しで思わず心にもない言葉を吐いて逃げてしまった後、芽衣子が死んでしまい心に深い傷を負う。その後、さらに母・塔子の死や高校受験の失敗など不幸が続き、地区内でも底辺のレベルとされる市立緑ヶ丘高校に入学する。高校では、受験に失敗したトラウマもあって自ら周囲に壁を作り、学校からは足が遠のき、半ば引きこもりのような生活を送っていた。
引きこもってからは人混みや不特定多数の人間と交わることを避けるようになる。外出する際は、ニット帽や黒縁眼鏡を身に着けて知り合いに出会っても認識されないようにしていた時期もあったが、芽衣子の願いを叶えて成仏させるために行動するうちに引きこもりから脱却する。
しかし、仲間の危機を放っておけない性分は幼いころから変わらず、鳴子が周囲からあらぬ誤解を受けた際に身を呈して庇ったり、芽衣子を成仏させるためにゲームショップや工事現場のバイトを掛け持ちするなど無理をしていた。
自分だけに見える芽衣子については、物語の当初は幻想だと自分に言い聞かせてわざと冷たい態度をとっていたが、徐々にその存在を認め普通に接するようになる。また、物語の比較的早い段階から超平和バスターズの他の4人に打ち明け、共に芽衣子の願いを叶えるために行動するが、確実な証拠を示すのが不可能なため終盤まで信じてもらえず（鉄道を除く）、ことあるごとに衝突（特に集）が生じていた。芽衣子と共に暮らすうちにずっと一緒にいたいという気持ちにもなるが、生まれ変わりによる再会を信じる芽衣子の意思を尊重し、超平和バスターズのメンバーと一緒に芽衣子を成仏させた。
集によると昔は頭が良く運動もできる少年で、自宅の居間には中学校のマラソン大会や市内の硬筆展の賞状などが飾ってある。他、今でも物事の飲み込みが早く要領もよい。左利き（ドラマ版では右手で箸を持つシーンがあるため右利き）。変わった文字デザインのTシャツをよく着用している。
10周年イベントの際に公開された、10年後を描いた朗読劇（後述の『十年後の八月、秘密基地にて。』）では、鉄道と二人で会社を営んでいる（肩書は「専務」）。また、鳴子とは、いわば「友達以上恋人未満」の関係を続けている。
4月16日生まれ、血液型はB型。好きな色は赤。身長165cm、体重55kg。塩ラーメンの卵は落とし卵を好む。昔はみそラーメンが好きだったが、芽衣子が死んだ日にみそラーメンを食べていたことから塩ラーメンを好むようになった。
本間 芽衣子（ほんま めいこ）/ めんま
本作品のメインヒロイン（物語が彼女を中心に繰り広げられ、作品宣伝でキャラクターが一人のみの場合は基本的に彼女が使われるため、実質上の「主人公」とも言えるが、下記の理由により後日談では回想シーンのみに登場）。ロシア人の血を引く母イレーヌから受け継いだ銀髪碧眼と白い肌から、儚げな印象を与えるクォーターの少女。天真爛漫な性格で、超平和バスターズのマスコット的存在であった。幼いころの夏のある日に川の転落事故で亡くなり、その出来事が超平和バスターズのメンバーや家族にそれぞれにトラウマを与えている。
仁太が高校に進学した年の夏に、霊的な存在として突然成長した姿で仁太の前に現れる。仁太以外の人間の目には映らず、声も聞こえないが、食事をするなど多少の物理的干渉力を持ち、仁太に対しては生きている人間と遜色なく接することができる（仁太以外の人間が触れられると悪寒しか感じない）。容姿は成長して現れたものの、記憶は死亡したときのままであり、仁太たちと比べその言動や性格には幼さが前面に出ている。なぜか秘密基地以外では文字を書くことができず、仁太以外の超平和バスターズのメンバーに芽衣子の存在が明らかになった後は、イレーヌから預かった芽衣子の形見の日記で筆談を行うようになった。
何らかの願いがあり出現したが、芽衣子本人は願いの内容を覚えておらず、願いを叶えるために仁太が試行錯誤する。その結果、超平和バスターズのメンバーが再交流することに繋がる。最終話で願いが判明するが、それは、気を張って泣くことをやめた仁太を心配した、仁太の母・塔子と交わした約束である、仁太を『泣かせる』というものであった。約束が果たされ、芽衣子自身の想いである超平和バスターズのメンバーのわだかまりが解決されると、芽衣子は徐々に存在が薄れながら弱っていき、声は聞こえるが仁太の目にも見えなくなってしまう。最後の力を振り絞り、メンバーのひとりひとりに手紙を書いて思いを届けると、自身の姿が超平和バスターズ全員に見えるようになり、かくれんぼで見つけられたという形をとって、メンバーたちに見送られながら成仏した。
ドラマ版では母が日本人であるためクォーターである設定はなくなっている。
10年後を描く朗読劇（後述の『十年後の八月、秘密基地にて。』）では回想シーンの他、鳴子の夢の中で芋焼酎に生まれ変わった状態で登場する（これはあくまで鳴子の夢の中であり、実際に生まれ変わった姿ではない、と岡田が『10thアニバーサリープロジェクト あの日聞いたラジオの名前を僕たちはまだ知らない。』にて語っている）。
9月18日生まれ、血液型はA型。好きな色は白。身長147cm、体重36kg。塩ラーメンの卵はかき玉を好む。
安城 鳴子（あんじょう なるこ）/ あなる
仁太と同じ市立緑ヶ丘高校に在学している。高校進学後、見た目は派手になっているが、子供のころと同じくゲーム好きでゲームショップでアルバイトしている。胸が大きく、セクシー系の服装も着るという、一見ギャルだが、男性に免疫がなく、（想いの人以外と）付き合うことに関しては一切考えられないほど純情な性格。
幼いころは黒縁眼鏡とくせ毛が原因で、芽衣子と正反対だった自分にコンプレックスを抱き、芽衣子には愛憎半ばずつといった感情を抱いていた。自分の発言がきっかけで芽衣子が死んでしまったことを悔やんでいる。幼少時代はアナルという単語の意味を知らなかったので平気だったが、現在は幼少時代のあだ名が恥ずかしいため、あだ名で呼ばれると激怒するか慌てて否定する（「超平和バスターズ」以外からあだ名で呼ばれることはない）。
芽衣子が事故死して以来、仁太との関係が薄くなっていたが、幼いころからずっと仁太に好意を抱いている（仁太と同じ高校に入れて嬉しかったということを集に打ち明けている）。物語の当初は仁太のことを苗字で呼び距離を置いていたが、超平和バスターズが集まるようになり、仁太との距離が縮まったことで昔のあだ名で呼ぶようになる。バイト中に仁太に気持ちを伝えるが受け入れてもらえなかった。それでも仁太のことを想い続けている。
10年後を描いた朗読劇（後述の『十年後の八月、秘密基地にて。』）では歯科衛生士になっており、再び眼鏡を着用。仁太とは、付き合っているかどうかわからない関係で接しているが、そこから突然、相手から結婚を申し込まれて焦る。
右利き（アニメ3話で右手に鍋、左手に箸を持って味見をする描写があるが、ペンは毎度右手に持っており、右利きである）。
星座は山羊座で、血液型はA型。身長164cm。
松雪 集（まつゆき あつむ）/ ゆきあつ
仁太の第1志望だった王大付属高校に通っている。学業の成績は学年2位と優秀。校内の一部の女子にはモテる模様。飄々とした雰囲気だが感情的になりやすく負けず嫌いな性格で、幼いころから芽衣子に好意を、仁太に対抗心とコンプレックスを抱いていた。現在の仁太に複雑な感情を抱き馬鹿にした態度を取るが、自身も仁太との過去と芽衣子のことが忘れられず、過去に囚われたままの自分を自覚している。
過去に芽衣子に告白するが、うやむやにされ、それが芽衣子の死んだ日の出来事であったために、自分の行為が芽衣子の死に繋がってしまったのではないかという強い罪の意識にも囚われ、仁太への対抗心と芽衣子への執着心も相まって、女装（芽衣子とそっくりの服を着て、芽衣子を模したカツラまで被るという姿）をして秘密基地の周辺を徘徊、また芽衣子を模したカツラを撫でる、話しかけるなどの異常な行動に出ていた。
しかしある時、バスターズの仲間たち全員にその姿を目撃されてしまうこととなった。知利子の機転でその心情を晒したことにより、思い込みや囚われから立ち返るきっかけとなったため、知利子には感謝の言葉を伝えている。しかし、存在しないはずの芽衣子の存在を語る仁太とはその後も衝突し、芽衣子の存在が明らかになった後は、一人だけ芽衣子のことが見える仁太に嫉妬するようになった。同じ報われない片思いを続けている鳴子には同類意識を感じている。
物語当初は芽衣子以外をあだ名で呼んでいなかったが、最終的には今までの態度を改め過去同様仲間全員を再びあだ名で呼び、仁太のこともリーダーとして認めるようになった。
10年後を描く朗読劇（後述の『十年後の八月、秘密基地にて。』）では秩父市役所に勤めており、地元の音楽イベントを催すスタッフの一員だったと話す。知利子とは一度付き合った後別れているが、自身は寄りを戻したい様子。
なお企画段階には「怪我で挫折を経験した野球少年」という設定もあったが、作中では用いられず没設定となった （これが直接の理由かは不明だが、後に登場した同チームによる作品『心が叫びたがってるんだ。』のメインキャラクターの一人が同設定を持っている）。
身長181cm、体重68kg。好物は八ツ橋。
鶴見 知利子（つるみ ちりこ）/ つるこ
大人っぽい性格で、趣味は読書。集と同じ高校に通っている。集に追いつくために学業に励み、学年4位の成績を修めている。他人を気にしないそぶりだが、内心ではかなり気にかけている。仁太には普段とは違う柔軟な性格に変化する。観察力に優れており、他人に流されやすい鳴子の行動や、集が今でも芽衣子のことを引きずっていることに気づいていた。そのため、早い段階で集の異変を察し、仁太に協力を求めた。反面、自分に対する観察力は鈍い。
集とは一緒に行動することが多いため、学校では集に好意を寄せる女子たちとの関係はあまりよくない模様。自身も幼いころから密かに集を想い続けているが、態度に表すことはほとんどなく、集には気づいてもらえなかった。芽衣子には敵わないと思っている上に、集のことをよく理解している鳴子には当初嫉妬心を抱き険悪な仲だったが、最終的には和解した。
幼いころは眼鏡をしておらず髪も短かったが、第10話では長かった髪を切って昔の髪型に戻している。昔はよくスケッチブックを持ち歩いており、今も絵を描くのが得意。
10年後を描く朗読劇（後述の『十年後の八月、秘密基地にて。』）ではウェブデザイナーをしており、集とは一度別れたものの、友好関係は続いている。
なお企画段階では「実は腐女子」という設定が付けられていたが、没設定となり作中では用いられなかった。
2014年7月に放送された『FNS27時間テレビ』内『さんま・中居の今夜も眠れない』で、明石家さんまが理想とする女性として挙げたことがある。番組内では、担当声優の早見沙織による新録のヴォイスがオンエアされた。
身長170cm。
久川 鉄道（ひさかわ てつどう）/ ぽっぽ
幼いころは小柄でクラスでは『みそっかす』だったが、仁太たちに仲間に入れてもらった後は、皆の弟分となった。現在は立派に成長して偉丈夫になったが、高校に進学せずアルバイトで稼いだ資金で世界中を放浪しており、日本では超平和バスターズの秘密基地だった家屋で暮らしている。無邪気で人懐こい性格は昔と変わらず、現在の仁太に対しても幼いころと同じように接する。仁太の行動に対して「じんたんつえー」と感嘆するのが恒例となっているが、物語当初は引きこもりがちだった仁太を後押しし、仲間たちが再結集するための行動力を発揮した。第3話からは、産経新聞の配達アルバイトを始めている。
当初から霊が見えるという仁太の言葉を唯一信じ（完全に信じたわけではなかったが）、何かと芽衣子の存在を探ろうとしたり、実際に交流を試みようと行動を起こしたりしていた。
芽衣子の死のわだかまりには無縁に振る舞うが、実は芽衣子の事故直後に衰弱する彼女の姿を目撃していながら、恐怖心から芽衣子を見捨てて逃げ出していた。そのことに対して罪の意識を持っており、上述の生活も逃避から始めたことである。芽衣子が成仏した後は高認試験合格を目指して勉強を始めた。
身長185cm。物語内では様々な柄のアロハシャツを着用している。
10年後を描いた朗読劇（後述の『十年後の八月、秘密基地にて。』）では、仁太と二人で作った会社の社長となり、ひげを生やしている。また、海外で出会った妻との間に二人の息子がいる。

### その他
宿海 篤（やどみ あつし）
仁太の父親、塔子の夫。家に引きこもる仁太にも気さくな態度で接している。何にでも「かわいい〜」と茶化す変な癖があり、彼にも咎められている。いつも禿げた頭を覆う帽子をかぶっている。引き篭もりがちの仁太を咎めないなど、放任主義のように見られがちだが、仁太の生活はかなり正確に把握している。死んだ妻・塔子の仏壇に向けて仁太の周りのことなどをよく報告している。作中では敢えて職業不詳の人物として描かれているが、裏設定では考古学に携わる大学職員とされる。塩ラーメンの卵は落とし卵を好み味付けにコショウをかける。
宿海 塔子（やどみ とうこ）
仁太の母親、篤の妻。故人。レーズン入りの蒸しパン（劇場版でホットケーキミックスを使っていたことが判明）を作るのが得意で、よく超平和バスターズのこどもたちに振舞っていた。仁太と同じく左利き。生まれつき体が弱く生前、自分が闘病生活に入ってから、幼い仁太が泣くことをはじめ感情を表に出すことを我慢するようになったことを気に病んでおり、芽衣子の申し出を受け入れる形で彼女にあるお願いをする。
本間 イレーヌ（ほんま イレーヌ）
芽衣子・聡志の母親、学の妻で、日本人とロシア人とのハーフ。芽衣子の死を現在でも引きずっている。夕食に芽衣子の好物だったカレーを作った日は、欠かさず仏壇に供えるなどしていた。仁太たちに対して表面的には普通に振舞っていたが、内心では自分の娘を置いて彼らだけが成長していく姿を見るのが辛く、理不尽な憎しみの感情を抱いていた。花火作りに関しても、死んだ娘をダシにして遊んでいると曲解し、一度はヤマさんに協力を中止させた。後に学の支えにより、芽衣子の死や、その悲しみをきちんと受け止めるようになり、仁太たちとも和解する。
ドラマ版では名前が洋子（ようこ）に変更され、ハーフという設定もなくなっている。
本間 聡志（ほんま さとし）
芽衣子の弟。芽衣子から「さー君」と呼ばれている。姉である芽衣子を亡くし、芽衣子の死を未だに引きずっているイレーヌと、向き合おうとしない学の間に育ち、スレた態度の内側に寂しさを隠している。そんな秘めた思いを、両親に向かって解放したことで、結果的に本間家の家族は打ち解けることができた。なお、劇場版では絵コンテのまま「聡史」となっている。
本間 学（ほんま まなぶ）
芽衣子・聡志の父親、イレーヌの夫。当初は芽衣子の死から目を逸らそうとしたが、後に家族と共に過去と向き合いながら少しずつ前に進むことを決めた。
春菜（はるな）、亜紀（あき）
アニメのみの登場。鳴子と同じ高校に通うクラスメイト。ぽっちゃり体型で色黒の肌をしているのが春菜、細身でショートカットヘアの髪型をしているのが亜紀。高校の内外で共に良く三人で行動していた。服装や言動が軽薄で、知利子にまとめて「お股が緩そうな友達」と評される。付き合いの悪くなった鳴子に対して「友達やめようかと思った」など不穏な言動を投げかけていたが、最終話では復学した鳴子を気遣う場面が見られた。『心が叫びたがってるんだ。』にも一瞬登場。
ヤマさん
花火職人。
藤吉 謙一（ふじよし けんいち）
ドラマ版のみの登場。知利子が所属する美術部の顧問。
十和田 政吉 （とわだ まさきち）
ドラマ版のみの登場。花火職人。
ステファニー
朗読劇『十年後の八月、秘密基地にて。』にのみ登場する、鉄道の妻。直接出番は無く、ポストカードでの外見は黒人もしくはラテン系のような印象を与えるが、出身国などは不明。
久川寛太、久川壮太
上述の朗読劇のみに登場する、鉄道とステファニーの息子二人。長男の寛太は既に小学生で大胆、壮太は兄に比べてやや内気な性格。

## キャスト
- 宿海仁太（じんたん）- 入野自由[34]（幼少時 - 田村睦心）
- 本間芽衣子（めんま）- 茅野愛衣[35]
- 安城鳴子（あなる）- 戸松遥[34]
- 松雪集（ゆきあつ）- 櫻井孝宏[35]（幼少時 - 瀬戸麻沙美）
- 鶴見知利子（つるこ）- 早見沙織[35]
- 久川鉄道（ぽっぽ）- 近藤孝行[34]（幼少時 - 豊崎愛生）
- 宿海篤 - 小形満 [28]
- 宿海塔子 - 大原さやか[28]
- 本間イレーヌ - 大浦冬華[28]
- 本間聡志 - 水原薫[28]
- 本間学 - 保村真[28]
- 春菜、亜紀 - 水原薫、牧野由依
- 久川寛太 - 若山詩音[36]
- 久川壮太 - 石見舞菜香[36]

## スタッフ
- 原作 - 超平和バスターズ[37]
- 監督 - 長井龍雪[37]
- 脚本 - 岡田麿里[37]
- キャラクターデザイン・総作画監督 - 田中将賀[37]
- プロップデザイン - 冷水由紀絵
- アートアドバイザー - 石垣努
- 美術監督 - 福島孝喜[37]
- 色彩設計 - 中島和子[37]
- CG・撮影監督 - 那須信司[37]
- 編集 - 西山茂[37]
- 音楽 - REMEDIOS[37]
- 音楽プロデューサー - 佐野弘明
- 音響監督 - 明田川仁
- チーフプロデューサー - 清水博之[37]、山本幸治[37]
- プロデューサー - 斎藤俊輔[37]、尾崎紀子[37]
- アニメーションプロデューサー - 岩田幹宏[37]
- アニメーション制作 - A-1 Pictures[37]
- 製作 - 「あの花」製作委員会（アニプレックス、フジテレビジョン、電通）

## 主題歌
オープニングテーマ「青い栞」（第1話 - 第11話）
作詞・作曲 - 尾崎雄貴 / 編曲・歌 - Galileo Galilei （SMEレコーズ）
第11話ではエンディングテーマとして使用（クレジット上はオープニングテーマ）。楽曲はアニメの絵コンテやシナリオを読んで書き下ろされた。監督の長井はこのオープニングに合うように現実ではありえなくても「高度2万メートルくらいのきれいな空の色を塗ってください」と美術スタッフに発注した。
- スペシャルオンエア版（2013年7月）

オープニングテーマ「サークルゲーム」（第1話 - 第11話） - 劇場版（2013年公開）の主題歌に差し替えている。
エンディングテーマ「secret base 〜君がくれたもの〜（10 years after Ver.）」（第1話 - 第10話）
作詞・作曲 - 町田紀彦 / 編曲 - とく Sound Produced by estlabo
歌 - 本間芽衣子（茅野愛衣）、安城鳴子（戸松遥）、鶴見知利子（早見沙織）
estlaboは、ハチ・wowaka・とく・古川本舗によるプロデューサーユニット。最終話では挿入歌として使用。2001年にヒットしたガールズバンドZONEのカバー曲。ソニーミュージックのプロデューサーから「秘密基地」繋がりで候補曲にあがる。長井は歌詞が合致していることに気恥ずかしさがあり、当初は乗り気ではなかったが、エンディング曲に決まってからは「恥ずかしくてもやっちゃおうよ」と吹っ切れた。2011年放送の本作品は歌詞に描かれている「10年後」と一致し、歌を担当した茅野は「そんな年に、こんな素晴らしい曲が歌えることが嬉しい」と述べている。2021年の放映10周年プロジェクトでは、記念ビデオグラムボックス用に新録され、8月28日の「ANOHANA 10 YEARS AFTER Fes.」第2部ではライブ歌唱された。
劇中歌「I Left You」（最終話）
作詞・作曲 - REMEDIOS / 編曲 - Kazuhito Fujiki
スペシャルOA版オープニングテーマ「サークルゲーム」（第1話 - 第10話）
作詞 - 尾崎雄貴 / 作曲 - Galileo Galilei / 編曲- Galileo Galilei、POP ETC / 歌 - Galileo Galilei

## 各話リスト
|        | タイトル                 | 絵コンテ   | 演出       | 作画監督                                                          |
| ------ | ------------------------ | ---------- | ---------- | ----------------------------------------------------------------- |
| 第1話  | 超平和バスターズ         | 長井龍雪   | 長井龍雪   | 田中将賀                                                          |
| 第2話  | ゆうしゃめんま           | 篠原俊哉   | 室井ふみえ | 奥田佳子                                                          |
| 第3話  | めんまを探そうの会       | 森田宏幸   | 吉村愛     | 荒木弥緒、緒方美枝子                                              |
| 第4話  | 白の、リボンのワンピース | 今泉賢一   | 今泉賢一   | 道下康太、岡崎洋美                                                |
| 第5話  | トンネル                 | 田中孝行   | 田中孝行   | 中村直人                                                          |
| 第6話  | わすれてわすれないで     | 藤森カズマ | 原田孝宏   | 本村晃一                                                          |
| 第7話  | ほんとのお願い           | 伊藤智彦   | 伊藤智彦   | 山崎秀樹                                                          |
| 第8話  | I wonder                 | 吉村愛     | 吉村愛     | 荒木弥緒、井口真理子 緒方浩美、斉藤美香                           |
| 第9話  | みんなとめんま           | 伊藤智彦   | 今泉賢一   | 岡崎洋美、道下康太 山本篤史                                       |
| 第10話 | 花火                     | 篠原俊哉   | 篠原俊哉   | 坂崎忠、奥田佳子                                                  |
| 最終話 | あの夏に咲く花           | 長井龍雪   | 長井龍雪   | 田中将賀、中村直人 本村晃一、山崎秀樹 大舘康二、道下康太 奥田佳子 |

## 放送局等
スペシャルオンエア版は北海道文化放送以外『ノイタミナ』枠第2部。劇場版主題歌「サークルゲーム」が新オープニングテーマとなり、映像も新作となる。さらに下記の通り、第1話 - 第4話は副音声によるオーディオコメンタリーを実施。
| 放送期間                  | 放送時間                     | 放送局         | 対象地域   | 備考                                 |
| ------------------------- | ---------------------------- | -------------- | ---------- | ------------------------------------ |
| 2011年4月15日 - 6月24日   | 金曜 1:15 - 1:45（木曜深夜） | フジテレビ     | 関東広域圏 | 製作委員会参加 / 『ノイタミナ』第2部 |
| 2011年4月20日 - 6月29日   | 水曜 2:28 - 2:58（火曜深夜） | 関西テレビ     | 近畿広域圏 | 『アニメわ〜く!』第2部               |
| 2011年4月22日 - 7月1日    | 金曜 2:35 - 3:05（木曜深夜） | 東海テレビ     | 中京広域圏 |                                      |
| 2011年5月22日 - 7月31日   | 日曜 2:00 - 2:30（土曜深夜） | BSフジ         | 日本全域   | BS放送                               |
| 2011年7月12日 - 9月20日   | 火曜 2:00 - 2:30（月曜深夜） | テレビくまもと | 熊本県     |                                      |
| 2011年7月18日 - 10月3日   | 月曜 1:45 - 2:15（日曜深夜） | 北海道文化放送 | 北海道     |                                      |
| 2012年5月13日 - 7月22日   | 日曜 0:00 - 0:30（土曜深夜） | フジテレビTWO  | 日本全域   | CS放送 / リピート放送あり            |
| 2015年10月18日 - 12月27日 | 日曜 0:30 - 1:00（土曜深夜） | TOKYO MX       | 東京都     | 東京都内では実質再放送               |
|                           |                              | とちぎテレビ   | 栃木県     | 栃木県内では実質再放送               |
|                           |                              | 群馬テレビ     | 群馬県     | 群馬県内では実質再放送               |
|                           |                              | BS11           | 日本全域   | BS放送 / 『ANIME+』枠 / 実質再放送   |

| 放送期間                  | 放送時間                     | 放送局             | 対象地域   | 備考     |
| ------------------------- | ---------------------------- | ------------------ | ---------- | -------- |
| 2013年7月12日 - 9月20日   | 金曜 1:15 - 1:45（木曜深夜） | フジテレビ         | 関東広域圏 | 字幕放送 |
|                           | 金曜 2:10 - 2:40（木曜深夜） | テレビ静岡         | 静岡県     | 字幕放送 |
|                           | 金曜 2:40 - 3:10（木曜深夜） | 東海テレビ         | 中京広域圏 | 字幕放送 |
| 2013年7月13日 - 9月21日   | 土曜 1:35 - 2:05（金曜深夜） | サガテレビ         | 佐賀県     | 字幕放送 |
|                           | 土曜 2:35 - 3:05（金曜深夜） | テレビ西日本       | 福岡県     | 字幕放送 |
| 2013年7月14日 - 9月22日   | 日曜 1:35 - 2:05（土曜深夜） | さくらんぼテレビ   | 山形県     |          |
|                           | 日曜 2:05 - 2:35（土曜深夜） | 秋田テレビ         | 秋田県     | 字幕放送 |
|                           |                              | 鹿児島テレビ       | 鹿児島県   | 字幕放送 |
|                           | 日曜 2:35 - 3:05（土曜深夜） | テレビくまもと     | 熊本県     | 字幕放送 |
| 2013年7月16日 - 9月24日   | 火曜 1:40 - 2:10（月曜深夜） | 福島テレビ         | 福島県     | 字幕放送 |
|                           | 火曜 2:00 - 2:30（月曜深夜） | テレビ新広島       | 広島県     | 字幕放送 |
| 2013年7月17日 - 9月25日   | 水曜 1:10 - 1:40（火曜深夜） | テレビ愛媛         | 愛媛県     | 字幕放送 |
|                           | 水曜 2:05 - 2:35（火曜深夜） | 新潟総合テレビ     | 新潟県     | 字幕放送 |
|                           | 水曜 2:15 - 2:45（火曜深夜） | 仙台放送           | 宮城県     |          |
|                           | 水曜 2:28 - 2:58（火曜深夜） | 関西テレビ         | 近畿広域圏 | 字幕放送 |
| 2013年7月18日 - 9月26日   | 木曜 2:20 - 2:50（水曜深夜） | 岩手めんこいテレビ | 岩手県     |          |
| 2013年10月21日 - 12月30日 | 月曜 1:00 - 1:30（日曜深夜） | 北海道文化放送     | 北海道     |          |

2011年10月にはフジテレビ関東ローカルで4夜連続一挙再放送が実施された。同じ秩父市を舞台とし、同じメインスタッフによる劇場版アニメ『心が叫びたがってるんだ。』公開を控えて、2015年9月にフジテレビで特別編集版が、同年10月期にはTOKYO MX・群馬テレビ・とちぎテレビ・BS11にて実質再放送される。フジテレビ系列以外の関東地上波・BSでノイタミナ作品が放送される初の事例となる。
| 配信期間        | 配信時間 | 配信サイト    | 備考 |
| --------------- | -------- | ------------- | ---- |
| 2014年3月21日 - |          | dアニメストア |      |

### 副音声コメンタリー
スペシャルオンエア版では、第1話から第4話まで新規録音の副音声コメンタリーを放送した。
| 話数  | タイトル                                   | 出演者                                                                   |
| ----- | ------------------------------------------ | ------------------------------------------------------------------------ |
| 第1話 | 「超平和バスターズの同窓会! 男子チーム編」 | 入野自由（宿海仁太役）、櫻井孝宏（松雪集役）、近藤孝行（久川鉄道役）     |
| 第2話 | なし                                       | 設楽統（バナナマン）オークラ（放送作家）                                 |
| 第3話 | なし                                       | 長井龍雪（監督）、三木孝浩（映画監督）、古河晋（雑誌『Cut』副編集長）    |
| 第4話 | 「超平和バスターズの同窓会! 女子チーム編」 | 茅野愛衣（本間芽衣子役）、戸松遥（安城鳴子役）、早見沙織（鶴見知利子役） |

## 関連商品

### Blu-ray Disc/DVD
Blu-ray Discは完全生産限定版、DVDは完全生産限定版と通常版が発売。両者とも全6巻。限定版は田中将賀描き下ろし三方背ケース&デジジャケット&ピンナップ仕様で、特典CD、絵コンテ集、6Pライナーノーツが付属される。副音声として追加されるオーディオコメンタリーは、入野自由、茅野愛衣、戸松遥と各巻ごとのゲストが担当する。なお第1巻は、テレビ未放送のオリジナルエンディングバージョンであり、またイベントチケット優先販売申し込み券が封入。
2013年8月21日にはBlu-ray BOXが発売された。2012年夏にお台場で開催された『あの花夏祭〜超平和バスターズのお楽しみ会〜』の映像などを新規収録した特典ディスクなどが付属。
| 巻数 | 収録話     | コメンタリーゲスト                    | 特典CD | 規格品番  | 規格品番  | 規格品番  | 発売日         |
| 巻数 | 収録話     | コメンタリーゲスト                    | 特典CD | BD限定版  | DVD限定版 | DVD通常版 | 発売日         |
| ---- | ---------- | ------------------------------------- | --- | --------- | --------- | --------- | -------------- |
| 1    | 第1話      |                                       | REMEDIOS オリジナルサウンドトラックVol.1                                                                         | ANZX-9901 | ANZB-9901 | ANSB-9901 | 2011年6月29日  |
| 2    | 第2・3話   | 近藤孝行                              | REMEDIOS オリジナルサウンドトラックVol.2                                                                         | ANZX-9903 | ANZB-9903 | ANSB-9903 | 2011年7月27日  |
| 3    | 第4・5話   | 櫻井孝宏、早見沙織                    | REMEDIOS オリジナルサウンドトラックVol.3                                                                         | ANZX-9905 | ANZB-9905 | ANSB-9905 | 2011年8月24日  |
| 4    | 第6・7話   | 櫻井孝宏、早見沙織 近藤孝行           | 「secret base 〜君がくれたもの〜 (Summernoise Ver.)」 「secret base 〜君がくれたもの〜 (those dizzy days Ver.)」 | ANZX-9907 | ANZB-9907 | ANSB-9907 | 2011年9月21日  |
| 5    | 第8・9話   |                                       | 「あの花」ラジオ出張版 「あの日聞きたかったセリフをゆきあつはまだ知らない。」                                    | ANZX-9909 | ANZB-9909 | ANSB-9909 | 2011年10月26日 |
| 6    | 第10・11話 | 入野自由、長井龍雪 岡田麿里、田中将賀 | 「あの花」ラジオ特別編 「あの日作ったあの花の話を僕達はまだしてない。」                                          | ANZX-9911 | ANZB-9911 | ANSB-9911 | 2011年11月23日 |

### 出版物
電子書籍　※現在は配信終了
- 『あの花』公式キャラブック 2011年6月2日配信　NRM Publishing 株式会社関広 無料配布
- 『あの花』公式コンプリートブック 2011年9月14日配信　NRM Publishing 株式会社関広 『あの花』公式キャラブックを改定した
- 『あの花』公式ビジュアルブック 2011年9月14日配信　NRM Publishing 株式会社関広

紙書籍
- あの日見た花の名前を僕達はまだ知らない。ガイドブック 2013年9月5日発売　宝島社 ISBN 978-4800214843
- あの日見た花の名前を僕達はまだ知らない。クリアファイルBOOK 2013年11月29日発売　宝島社 ISBN 978-4800221186
- あの日見た花の名前を僕達はまだ知らない。全話完全解読 2014年9月20日発売　双葉社 ISBN 978-4575307429
- あの花/ここさけ/空青メモリアルブック: 超平和バスターズの軌跡 2019年11月28日発売　小学館 ISBN 978-4091793034

## 劇場版 あの日見た花の名前を僕達はまだ知らない。

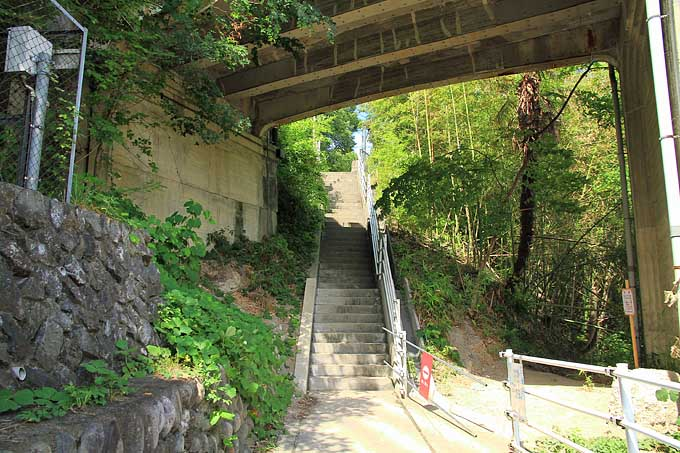
映画のポスターに描かれた旧秩父橋橋架下遊歩道。

2013年8月31日公開。副タイトルは「めんまへの手紙」。
キャッチコピーは「前を向けばきっと会える。」。
芽衣子（めんま）が成仏した夏の日から1年。めんまが超平和バスターズの面々に残した手紙の「お焚き上げ」が企画された。めんまの手紙とともに燃やすめんまへの思いを記した手紙を、超平和バスターズ各人が綴る中、めんまとの思い出がよみがえる。
本作品は当初テレビシリーズの総集編として企画立案されたが、単純な再編集版を嫌ったスタッフ一同により、後日談＋テレビシリーズで描かれなかった過去のエピソードが加えられることとなった。
全国64スクリーンで公開され、2013年8月31日、9月1日の初日2日間で興収1億9,817万7,700円、動員16万1225人となり映画観客動員ランキング（興行通信社調べ）で初登場第3位となった。また、ぴあ初日満足度ランキングでは第1位となっている。さらにスクリーンアベレージ（1スクリーンあたりの興行収入）は309万6527円で、同時期公開中の作品の中ではトップの成績となっている。その後もデートムービーとして定着するなど、20代から40代を中心に幅広い年齢層に広がりを見せ、延べ上映館数も公開当初の約2倍となる全国122スクリーン（11月22日現在）まで拡大。公開55日目の10月25日には、深夜アニメ映画としては『映画けいおん!』に次いで2作品目となる興行収入10億円を突破し、ロングランヒットとなっている。第19回文化庁メディア芸術祭アニメーション部門の審査委員会推薦作品に選出された。

### スタッフ（劇場版）
- 原作 - 超平和バスターズ[53]
- 監督・絵コンテ - 長井龍雪[53]
- 脚本 - 岡田麿里[53]
- キャラクターデザイン・総作画監督 - 田中将賀[53]
- 演出 - 吉岡忍[53]
- プロップデザイン - 冷水由紀絵[53]
- アートディレクター - 石垣努[53]
- 美術 - 福島孝喜[53]
- 色彩設計 - 中島和子[53]
- CG・撮影監督 - 森山博幸[53]
- 編集 - 西山茂
- 音響監督 - 明田川仁[53]
- 音楽 - REMEDIOS[53]
- アニメーション制作 - A-1 Pictures[53]
- 制作 - 「あの花」製作委員会（アニプレックス、フジテレビジョン、電通[54]）
- 配給 - アニプレックス

### 主題歌（劇場版）
主題歌「サークルゲーム」
作詞・作曲 - Galileo Galilei / 編曲- Galileo Galilei、POP ETC / 歌 - ガリレオ・ガリレイ
2013年7月からのスペシャルオンエア版ではオープニングテーマとして使用。
劇中歌「secret base 〜君がくれたもの〜（10 years after Ver.）」
作詞・作曲 - 町田紀彦 / 編曲 - とく / 歌 - 本間芽衣子（茅野愛衣）、安城鳴子（戸松遥）、鶴見知利子（早見沙織）
劇中歌「I Left You」
作詞・作曲・歌 - REMEDIOS / 編曲 - Kazuhito Fujiki
劇中曲「会いたくて 会いたくて」
作詞 - 西野カナ、GIORGIO 13 / 作曲 - GIORGIO CANCEMI

### テレビ放送
| 回 | 回   | 放送日        | 放送時間（JST）             | 放送局         | 放送枠         | 備考                                            |
| -- | ---- | ------------- | --------------------------- | -------------- | -------------- | ----------------------------------------------- |
| 1  | 前編 | 2019年9月27日 | 金曜2:15 - 3:15（木曜深夜） | フジテレビ     | （なし）       | 地上波初放送 『空の青さを知る人よ』公開直前記念 |
| 1  | 後編 | 2019年10月4日 | 金曜2:15 - 3:15（木曜深夜） | フジテレビ     | （なし）       | 地上波初放送 『空の青さを知る人よ』公開直前記念 |
| 2  | 2    | 2021年5月23日 | 日曜19:00 - 20:55           | BS12トゥエルビ | 日曜アニメ劇場 |                                                 |
| 3  | 3    | 2021年9月26日 | 日曜19:00 - 20:55           | BS12トゥエルビ | 日曜アニメ劇場 |                                                 |
| 4  | 4    | 2024年9月26日 | 木曜1:27 - 3:24（水曜深夜） | フジテレビ     | なし           | 映画『ふれる。』公開記念                        |

## 実写ドラマ あの日見た花の名前を僕達はまだ知らない。
アニメと同じくフジテレビ系列にて2015年9月21日21:00 - 23:18に単発のスペシャルドラマとして実写ドラマ化が発表された。“ANOHANA PROJECT ”からは独立した作品として作られており、「あの花」製作委員会（超平和バスターズ）は「原作」という形でのみ関わっている。

### あらすじ（実写ドラマ）
ひきこもっているじんたんの元に、7年前に事故で死んだめんまが現れた。じんたんは昔を思い出したくないとめんまを追い出す。めんまは自分の家族の家に行くが、めんまの家族にはめんまの姿が見えなかった。そこには、めんまが死んだことが受け入れられず、カレーを作るたび、めんまのために人参を大きめに切って仏前に供える母の姿があった。また、めんまのことばかりで自分の方をみてくれない母にイライラする弟がいた。
じんたんがコンビニに買い物に行くと、海外から一時帰国中でめんまの墓参りに行っていたぽっぽに3年ぶりに会う。めんまに会ったことを伝えると、めんまがこの世に残した望みをかなえるために超平和バスターズのゆきあつ、つるこ、あなるにメールを送り集まることにした。
めんまは再びじんたんの部屋に行き、じんたんだけに姿が見えていることを話し、じんたんもめんまが成仏できるようにめんまの願い探しを始める。
一方、ぽっぽのメールで集まった超平和バスターズだったが、めんまをみつけるとそれは女装したゆきあつだった。そこにもまた、めんまは自分のせいで事故にあったという自責の念にかられるそれぞれの姿があった。

### キャスト（実写ドラマ）
- 宿海仁太（じんたん）- 村上虹郎（幼少期：南出凌嘉[59]）
- 本間芽衣子（めんま）- 浜辺美波（幼少期：谷花音[59]）
- 松雪集（ゆきあつ）- 志尊淳   (幼少期：佐藤瑠生亮[59]）
- 鶴見知利子（つるこ）- 飯豊まりえ（幼少期：市原伽恋[59]）
- 安城鳴子（あなる）- 松井愛莉（幼少期：吉岡千波[59]）
- 久川鉄道（ぽっぽ）- 高畑裕太（幼少期：高橋幸聖[59]）
- 宿海塔子 - 小泉今日子[60][61]
- 宿海篤 - 小日向文世[60][61]
- 本間洋子 - 吉田羊[60][61]
- 十和田政吉 - 火野正平[60][61]
- 藤吉謙一 - リリー・フランキー[60][61]
- 工事現場の作業員 - 上地雄輔[60]
- 丸山智己、水瀬いのり[注釈 12]、浦上晟周、北山詩織、小林亜実、浜田道彦

### スタッフ（実写ドラマ）
- 原作 - 『あの日見た花の名前を僕達はまだ知らない。』（超平和バスターズ）
- 脚本 - いずみ吉紘
- 演出 - 西浦正記
- 主題歌 - オープニングテーマ「青い栞」Galileo Galilei / エンディングテーマ「secret base 〜君がくれたもの〜」Silent Siren[64]
- 音楽 - REMEDIOS
- じんたんTシャツデザイン - 相良哲也
- スタントコーディネート - 上野山浩（ケン・スタントクリエーション）
- 技術協力 - ビデオスタッフ、フジメディアテクノロジー
- 照明協力 - ザ・ホライズン
- 美術協力 - フジアール
- 音響効果 - スポット
- スタジオ - 緑山スタジオ・シティ
- プロデュース - 浅野澄美
- ロケ協力 - 秩父ロケーションサービス協議会、秩父市、吉田龍勢保存会、皆野町　ほか
- special thanks - 秩父アニメツーリズム実行委員会、龍勢サポーターズ
- 企画協力 - 松尾拓、アニプレックス、A-1 Pictures
- 制作 - フジテレビジョン
- 製作著作 - FCC

## 舞台「あの日見た花の名前を僕達はまだ知らない。」

### 2022年
2022年2月2日から6日、あうるすぽっとにて上演。初日2月2日と末日2月6日の公演はStreaming+による配信も実施。

#### キャスト
- 宿海仁太（じんたん） - 鳥越裕貴
- 本間芽衣子（めんま） - 市川美織
- 安城鳴子（あなる） - 桃月なしこ
- 松雪集（ゆきあつ） - 佐香智久（少年T）
- 鶴見知利子（つるこ） - 椿梨央
- 久川鉄道（ぽっぽ） - 伊勢大貴
- 宿海塔子 - 横山智佐
- 宿海篤 - 小林けんいち
- 本間聡志 - 小辻庵
- 本間イレーヌ - 麻生かほ里
- 本間学 - 河合龍之介

#### スタッフ
- 脚本 - 畑雅文
- 演出 - 宇治川まさなり

### 2023年
2023年8月9日から8月15日まで博品館劇場で上演。

#### キャスト
- 宿海仁太（じんたん） - 河原田巧也[67]
- 本間芽衣子（めんま） - 市川美織[67]
- 安城鳴子（あなる） - 桃月なしこ[67]
- 松雪集（ゆきあつ） - 井阪郁巳[67]
- 鶴見知利子（つるこ） - 駒形友梨[67]
- 久川鉄道（ぽっぽ） - 須賀裕紀[67]
- 本間聡志 - 一ノ瀬将飛[67]
- 本間イレーヌ - 彩夏涼[67]
- 本間学 - 村田充[67]
- 宿海塔子 - 横山智佐[67]
- 宿海篤 - ラサール石井[67]

#### スタッフ
- 脚本・演出：畑雅文[67]
- プロデューサー：片岡義朗、慶長聖也[67]

## WEBラジオ

### あの日聞いたラジオの名前を僕たちはまだ知らない。
2011年4月15日から2012年8月6日までアニメ公式サイトにて配信。タイトルは『あの日聞いたラジオの名前を僕たちはまだ知らない。』（通称：あの花ラジオ）。隔週金曜2時（木曜深夜）ごろ更新（第12回までは、関東広域圏でのアニメ放送直後である毎週金曜2時（木曜深夜）ごろ更新されていた。また、地域による放送日時の違いから生じるネタバレ防止のためにオープニングが3パターン存在していた。）。パーソナリティは茅野愛衣（本間芽衣子〈めんま〉役）。
2013年4月16日から2014年8月6日まで「劇場版　あの日聞いたラジオの名前を僕たちはまだ知らない。」を記念して配信。月1回更新。
- 通称：「劇場版 あの花」 パーソナリティは茅野愛衣（本間芽衣子〈めんま〉役）。
- バックナンバーは前回のみ

#### コーナー
メールコーナー
ふつおたのコーナー。
こんしゅうのめんま
めんまが言いそうなセリフを募集。
かわいいのコーナー
第7回の放送から始まったコーナー
愛衣・おぼえていますか
世間のさまざまな物事について茅野に「おぼえていますか?」と問いかけるコーナー。コーナー名の由来は楽曲「愛・おぼえていますか」の「愛」をパーソナリティの名前に置き換えたもの。
ニックネームのコーナー
リスナーが昔つけられた変なニックネームを紹介。

#### ゲスト
- 第13回 - 入野自由（宿海仁太〈じんたん〉役）
- 第14回 - 近藤孝行（久川鉄道〈ぽっぽ〉役）
- 第15回 - 早見沙織（鶴見知利子〈つるこ〉役）
- 第16回 - 櫻井孝宏（松雪集〈ゆきあつ〉役）
- 第17回 - 戸松遥（安城鳴子〈あなる〉役）
- 第20回 - 近藤孝行
- 第21回 - 早見沙織
- 第22回 - 戸松遥
- 第23回 - 櫻井孝宏
- 第24回 - 入野自由

劇場版 あの花 から
- 第3回 - 近藤孝行
- 第4回 - 早見沙織
- 第5回 - 戸松遥
- 特別回 - 2013年8月24日に行われた「あの花夏祭 in ちちぶ」のキャストトークショー 出演：茅野愛衣、早見沙織、近藤孝行
- 第6回 - 櫻井孝宏
- 第7回 - 田村睦心（仁太〈幼少〉役）
- 第8回 - 瀬戸麻沙美（集〈幼少〉役）
- 第9回 - 豊崎愛生（鉄道〈幼少〉役）
- 第12回 - 入野自由
- 第13回 - 最終回：「秩父訪問スペシャル編」、番組スタッフと友に

### 楽屋裏ラジオ「ひみつきち」
ラジオ本編とは別に、『楽屋裏ラジオ「ひみつきち」』が配信されている（ラジオ本編配信ページの、花びらのマークをクリックすると『楽屋裏ラジオ「ひみつきち」』配信ページにジャンプできる）。
- パーソナリティ： ツイ（アニプレックス宣伝担当）
- ゲスト： 茅野愛衣（本間芽衣子〈めんま〉役）
- 配信期間：（『あの日聞いたラジオの名前を僕たちはまだ知らない。』と同じ）

### あの花 neets ノイタミナラジオ
「劇場版　あの日見た花の名前を僕たちはまだ知らない。」と「テレビシリーズ再放送」を応援のため、配信：2013年7月11日から2013年9月20日 音泉にて、別枠のノイタミナwebラジオと同日配信、毎週金曜日更新。
パーソナリティ
- 吉田尚記（『ノイタミナラジオ』パーソナリティ、ニッポン放送アナウンサー）
- 茅野愛衣

アシスタント
- 西部慎也（無職）
- まーざん（ニート）

配信日
- 2013年7月12日 - 2013年9月20日

毎週金曜日1:45（木曜日深夜）更新

### 復刻版 あの日聞いたラジオの名前を僕たちはまだ知らない。(2015年)
劇場映画『心が叫びたがってるんだ。』の上映記念として、『劇場版 あの日見た花の名前を僕たちはまだ知らない。』サイト内ラジオにて2015年7月11日から11月14日まで隔週土曜に配信。
- パーソナリティー：茅野愛衣
- 通称：「復刻版 あの花ラジオ」、
- 「ここさけ」公開記念!（表番組）、「ここだけ♪」（裏番組）

#### コーナー（復刻版1）
おてがみのコーナー
ふつおたのコーナー。
みんなが叫びたがってるんだ。
リスナーが常々叫びたいと思っていることを募集。
ニックネームのコーナー
リスナーが昔つけられた変なニックネームを紹介。

#### ゲスト（復刻版1）
- 第1回、第4回、第6回、第10回 水瀬いのり（『心が叫びたがってるんだ。』成瀬順役）
- 第8回 内山昂輝（『心が叫びたがってるんだ。』坂上拓実役）
- 第9回 雨宮天（『心が叫びたがってるんだ。』仁藤菜月役）

### 復刻版 あの日聞いたラジオの名前を僕たちはまだ知らない。(2019年)
劇場映画『空の青さを知る人よ』の上映記念として、同作入場者特典のアクセスカード経由限定で、同作が公開された2019年10月11日から配信された。
- パーソナリティー：茅野愛衣

#### ゲスト（復刻版2）
- 内山昂輝、若山詩音（『空の青さを知る人よ』相生あおい役）、落合福嗣（『空の青さを知る人よ』中村正道役）

### 10thアニバーサリープロジェクト あの日聞いたラジオの名前を僕たちはまだ知らない。
放映10周年記念プロジェクトの一環として、2021年7月16日から同年12月24日まで隔週の金曜日に全10回配信された。毎回の冒頭は、第5回を除いて過去の『あの花ラジオ』（第1回から第8回まではその回のゲストの過去の出演回）のイントロ部分を流すという趣向になっている（第5回は過去のビデオグラム特典として収録された座談会の音声）。
- パーソナリティー：茅野愛衣

#### コーナー（10th）
あの花メール
ふつおたのコーナー。
超平和バスターズはずっとなかよし
ゲストへのメールコーナー。
10thアニバーサリープロジェクト
プロジェクトの紹介。
ニックネームのコーナー
リスナーが昔つけられた変なニックネームを紹介。

#### ゲスト（10th）
- 第1回 入野自由
- 第2回 近藤孝行
- 第3回 早見沙織
- 第4回 櫻井孝宏
- 第5回 長井龍雪・岡田麿里・田中将賀
- 第6回 戸松遥
- 第7回 水瀬いのり
- 第8回 若山詩音
- 第9回 石見舞菜香（『十年後の八月、秘密基地にて。』久川壮太役）

### 『ふれる。』公開記念 あの日聞いたラジオの名前を僕たちはまだ知らない。
2024年に、『あの花』と同じメインスタッフによる劇場アニメ『ふれる。』が同年10月に公開されることを記念して、同年8月9日から、11月8日まで全5回配信された。今回は「ニックネームのコーナー」以外にはコーナー名がない。なお、第5回は早稲田大学の大学祭（早稲田祭）での公開録音でメール紹介がなく、独自の内容である。また第2回は『ふれる。』の舞台である高田馬場でのスタジオ外録音だった（メール紹介はあり）。

#### コーナー（ふれる）
（タイトルなし）
メールの紹介。
（タイトルなし）
『ふれる。』の紹介。
ニックネームのコーナー
リスナーが昔つけられた変なニックネームを紹介（第5回は協力した早大サークルのメンバーが対象）。

#### ゲスト（ふれる）
- 第1回 若山詩音・落合福嗣
- 第2回 戸松遥・石見舞菜香[注釈 13]
- 第3回 前田拳太郎（『ふれる。』井ノ原優太役）・白石晴香（『ふれる。』鴨沢樹里役）・石見舞菜香
- 第4回 岡田麿里・水瀬いのり
- 第5回 長井龍雪・田中将賀・清水博之（アニプレックスプロデューサー）

## メディア展開

### 小説
テレビアニメの脚本を手がけた岡田麿里により小説化。『ダ・ヴィンチ』（メディアファクトリー）にて2011年3月号から7月号まで連載された。その後、MF文庫ダ・ヴィンチより上・下2巻にまとめられ、2011年7月に上巻が、2012年8月には下巻が刊行された。文章の一部はノイタミナ公式サイトでも公開中。
岡田によれば、テレビアニメ版は企画当初、スラップスティックで性的な要素を含んだ作風が想定されていたが、長井や田中の意見を取り入れる過程で友情の話に絞り込むことになった。一方の小説版は、テレビアニメ版よりも岡田が当初想定していた作風に近いものになっているという。小説版では、テレビアニメ版では明言されなかった登場人物の心情や、小説独自のエピソードなども描かれている。

#### 既刊一覧
- 岡田麿里（著）、メディアファクトリー〈MF文庫ダ・ヴィンチ〉、全2巻（上・下）。
  - 『あの日見た花の名前を僕達はまだ知らない。(上)』、2011年7月25日発売[1]、ISBN 978-4-8401-3957-1
  - 『あの日見た花の名前を僕達はまだ知らない。(下)』、2012年8月10日発売[2]、ISBN 978-4-8401-4689-0

### 漫画版
泉光による漫画化作品が『ジャンプスクエア』（集英社）2012年5月号から2013年5月号まで連載された。話数カウントは「第○話」。原作アニメ本編をほぼ忠実に描いている。

#### 単行本
- 超平和バスターズ（原作）・泉光（漫画） 『あの日見た花の名前を僕達はまだ知らない。』 集英社〈ジャンプ・コミックス〉、全3巻
  1. 2012年9月9日第1刷発行（9月4日発売[集 1]）、ISBN 978-4-08-870493-7
  2. 2012年12月9日第1刷発行（12月4日発売[集 2]）、ISBN 978-4-08-870563-7
  3. 2013年5月2日第1刷発行（5月2日発売[集 3]）、ISBN 978-4-08-870672-6

### ゲーム
2012年8月30日に5pb.より、PlayStation Portable用ソフトとして発売。アニメ本編を基本としつつゲームオリジナルストーリーへの分岐、独自エンディングなどが実装されている。

### デジタルコンテンツ
各社でフィーチャーフォン・スマートフォン向けのきせかえテーマ・着ボイス・マチキャラ・デコメ・デコフレーム・スキンサービス・めざましなど配信された。2012年8月10日に2Reality.より、オリジナル声優ボイスを取り入れた位置連動機能搭載AR（拡張現実）アプリ「あの花ARプロジェクト」がiPhone向けに発売。

### タイアップ

#### 記念硬券・乗車券
2011年9月23日に、西武秩父駅限定で1冊1500円の記念きっぷを5000セット限定販売した。
2011年10月に、龍勢まつり記念乗車券として第二弾を5000セット販売した。販売駅は池袋・所沢・西武秩父。西武秩父駅が10月7日に先行発売し、10月8日に池袋駅、所沢駅で発売。
2011年12月10日に秩父鉄道にて、「ANOHANA X’mas Train」の運転を記念して、羽生・熊谷・寄居・大野原・秩父・御花畑の6駅にてポストカード付き入場券を販売したが、全ての駅にて当日完売した。また、12月25日に秩父鉄道がクリスマス☆ミニイベント限定記念入場券を秩父駅にて販売した。
2012年1月21日から羽生・寄居・秩父の3駅でポストカード付き記念乗車券を各駅10,000枚全3種で発売した。同じ埼玉県（久喜市（旧：鷲宮町）、春日部市など）を舞台にする『らき☆すた』およびその沿線を舞台に持つ東武鉄道との共同コラボ企画として行われ、秩父鉄道・東武鉄道双方の記念乗車券6枚を購入すると両作品のイラストが入ったクリアファイルがもらえるようになっていた。
2012年4月14日から大野原・秩父・御花畑の3駅でポストカード付きSL＆急行「あの花×芝桜」号運転時刻と記念入場券が発売された。
2013年7月20日より秩父鉄道にてうちわ型劇場版公開記念入場券を羽生、熊谷、寄居、大野原、秩父、御花畑駅窓口ならびにウェブショップにて発売した。また、8月25日・31日のSLパレオエクスプレスは劇場版公開記念列車として運行した他、8月25日の運行の際は記念乗車証明証をあの花コスプレイヤーが配布した。
2015年3月14日から「あの花×SLパレオエクスプレス記念乗車券」を発売した他、3月22日のSLパレオエクスプレスは「あの花×SLパレオエクスプレス記念乗車券」発売記念号として運行しあの花コスプレイヤーによる記念乗車証明証が配布された。
2021年7月21日から9月12日まで、「放映10周年記念デザイン」の西武鉄道の1日フリーきっぷが発売された。

#### ラッピングトレイン・ラッピングバス
西武鉄道では、劇場版公開を控えた2013年7月1日より6000系6057Fを、本作品のラッピングトレインとしている。また、関係会社で秩父市に路線を持つ西武観光バスにより、秩父札所巡礼と「あの花」聖地巡礼客を狙った「ちちぶ巡礼バス」が2014年2月22日から11月24日まで運行された。これに合わせてレトロバス1台と中型路線バスに1台「あの花」ラッピングが施された。これらのバス車両は2022年2月をもって運行終了となり、同年8月に改めて同社の別のバス1台にラッピングが施された。
西武鉄道にて、2014年3月31日より当分の間4000系4005編成を、本作品のラッピングトレインとした（終了時期不明）。
秩父鉄道では2021年4月より「超平和バスターズトレイン」として、1編成3両に本作及び『心が叫びたがってるんだ。』『空の青さを知る人よ』のラッピング（1両1作品）を施している。

#### その他のタイアップ
2015年8月には、ソニーのポータブルオーディオ「ウォークマン」のNW-A16に、2015年9月19日公開の本作品スタッフが携わった映画『心が叫びたがってるんだ。』と本作品がコラボレーションした『「ここさけ」×「あの花」コラボレーションモデル』をソニーストアで限定発売。オリジナル背面デザインと壁紙、『あの花』のOPとED音源のハイレゾ収録、そしてめんまのオリジナルハイレゾボイスが収録されており、パッケージもオリジナル仕様となっている。

## イベント
2011年9月25日に、秩父市および秩父郡小鹿野町にまたがる秩父ミューズパーク野外ステージにて、主要声優陣およびアーティストによるイベント「ANOHANA FES.」が開催された。BD/DVD第1巻に優先販売申込券が同梱。本イベントのチケットで西武秩父駅から会場までのシャトルバスに乗車できた。このイベントの模様は、単独商品としてBD/DVDが発売されたほか、先述のBlu-ray Disc BOXにも収録されている。
また、2011年、2012年、2013年、2014年の龍勢祭りでも、「超平和バスターズ」名義の龍勢が実施された。2011年・2014年は茅野愛衣、2012年は早見沙織、2013年は茅野愛衣・近藤孝行がゲストとして来場。
2011年11月16日から12月15日までネクソンのオンラインゲーム『マビノギ』にてタイアップイベントが開催された。
2012年7月14日から9月2日までお台場アクアシティにて「あの花夏祭」が開催され、同年8月5日には、お台場合衆国内のMY BEAT スタジアムにて主要声優陣およびアーティストによるイベント「あの花夏祭 超平和バスターズのお楽しみ会」が開催された。
2013年8月17日には、西武ドームで開催の埼玉西武ライオンズ対東北楽天ゴールデンイーグルス戦にて、「劇場版 あの花　〜超平和ライオンズデー〜」と題し、茅野愛衣による始球式やメイン女性声優3名による場内アナウンスを行い、試合終了後には外野グラウンドで声優陣によるトークショーが開催された。
2013年8月24日には、秩父市内にて「あの花夏祭 in ちちぶ」が開催され、声優陣によるトークショーおよびアーティストによるライブなどが行われた。また、事前抽選による当選者限定で、全国公開に先駆けて劇場版の上映会が行われた。
2014年3月21日から2014年3月30日までアニメイト池袋本店にて周遊型の体感型ゲーム「劇場版 あの日見た花の名前を僕達はまだ知らない。×ナゾメイト」が行われた。ナゾメイトとは「アニメ（キャラクター）で謎解き」をコンセプトに謎解きイベントを主催しているイベンター。
2014年8月31日には、道の駅ちちぶをメイン会場に、「あの花夏祭 in ちちぶ Final」が開催され、声優陣によるトークショーおよびライブ、劇場版リバイバル上映などが行われた。
なお、この「〜Final」イベントをもって“ANOHANA PROJECT”は完結したと公式に宣言された。同時に本作品のメインスタッフによる『あの花。』では無い劇場版オリジナル新作アニメ制作を発表。2014年12月3日、秩父夜祭花火大会にて題名『心が叫びたがってるんだ。』を発表。同時に2015年公開と“ANOHANA PROJECT”サイトで告知された。
2015年9月21日から10月13日までgumiの育成シミュレーションゲーム『ファントム オブ キル』でコラボイベントが開催され、2017年5月8日から5月22日まで復刻に加えてパワーアップしたイベントが行われた。
2016年8月25日から10月5日までセガ・インタラクティブの音楽ゲーム『チュウニズム』でコラボイベントが開催され、同イベントは2017年2月9日から3月8日まで復刻した。
放映から10周年となる2021年には記念プロジェクトが実施され、「10年後の超平和バスターズ」に置き換えたキービジュアルの発表、「10thアニバーサリープロジェクト あの日聞いたラジオの名前を僕たちはまだ知らない。」の配信をはじめ、同年8月28日にはメインキャスト・スタッフ出演のイベント「ANOHANA 10 YEARS AFTER Fes.」が秩父宮記念市民会館（第1部）および秩父市役所前駐車場（第2部）で開催された。このイベントの第1部では、岡田麿里の書き下ろしによる『十年後の八月、秘密基地にて。』と題した朗読劇が上演され、めんまを除く超平和バスターズ5人の「10年後」の姿が描かれた（この朗読劇は、10周年記念でリリースされたビデオグラムボックス「10 years after BOX」に収録）。
「あの花龍勢」の打上げは2015年以後も継続したが、コロナ禍により2020年と2021年は行事自体が中止、2022年は縮小開催となり、「あの花龍勢」は発射されなかった。通算10回目の射出となる2023年が公式の「あの花龍勢」としては最後と告知された。以前より龍勢保存会との申し合わせでコラボレーションは10回までと決められていたという。10月8日の当日には茅野愛衣（口上担当）や近藤孝行、監督の長井龍雪や脚本の岡田麿里ら関係者が見守る中、無事発射に成功した。「公式」の「あの花龍勢」は終了したが、2024年にはボランティアも募る新たな形で「あの花龍勢」奉納を実施する（主管は秩父アニメツーリズム実行委員会で、制作会社からの許可を得た）旨が秩父市観光課から告知された。